# 隆昌 (南齐)
隆昌（494年正月－七月）是南朝齊皇帝萧昭业的年號，共數月。

## 纪年
| 隆昌 | 元年  |
| ---- | ----- |
| 公元 | 494年 |
| 干支 | 乙亥  |

## 參看
- 中国年号索引
- 同期存在的其他政权年号
  - 太和（477年正月－499年十二月）：北魏政权北魏孝文帝元宏年号
  - 太安（492年－505年）：柔然政权候其伏代库者可汗那盖年号